# Бодре
Бодре́ (фр. Baudreix) — коммуна во Франции, находится в регионе Аквитания. Департамент — Атлантические Пиренеи. Входит в состав кантона Валле-де-л’Ус и дю Лагуэн. Округ коммуны — По.
Код INSEE коммуны — 64101.

## География

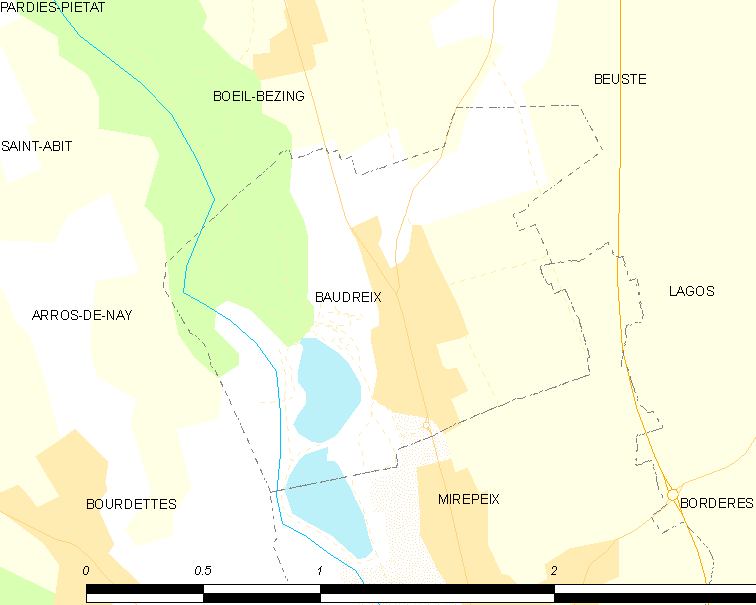
Карта коммуны

Коммуна расположена приблизительно в 660 км к югу от Парижа, в 185 км южнее Бордо, в 14 км к юго-востоку от По.
На западе коммуны протекает река Гав-де-По.

### Климат
Климат тёплый океанический. Зима мягкая, средняя температура января — от +5°С до +13°С, температуры ниже −10 °C бывают редко. Снег выпадает около 15 дней в году с ноября по апрель. Максимальная температура летом порядка 20-30 °C, выше 35 °C бывает очень редко. Количество осадков высокое, порядка 1100 мм в год. Характерна безветренная погода, сильные ветры очень редки.

## Население
Население коммуны на 2010 год составляло 528 человек.
| 1962 | 1968 | 1975 | 1982 | 1990 | 1999 | 2010 |
| ---- | ---- | ---- | ---- | ---- | ---- | ---- |
| 390  | 395  | 420  | 410  | 402  | 473  | 528  |

## Администрация
| Период | Период | Фамилия        | Партия                   | Примечания |
| ------ | ------ | -------------- | ------------------------ | ---------- |
| 2001   | 2020   | Франсис Эскаль | Демократическое движение |            |

## Экономика
В 2010 году среди 374 человек трудоспособного возраста (15-64 лет) 257 были экономически активными, 117 — неактивными (показатель активности — 68,7 %, в 1999 году было 70,6 %). Из 257 активных жителей работали 227 человек (120 мужчин и 107 женщин), безработных было 30 (20 мужчин и 10 женщин). Среди 117 неактивных 62 человека были учениками или студентами, 27 — пенсионерами, 28 были неактивными по другим причинам.

## Достопримечательности
- Церковь Св. Викентия (1854 год)[4]